# Sanghi Nagar
Sanghi Nagar è un centro industriale dello stato indiano di Telangana, a circa 35 chilometri da Hyderabad.
È stato costruito per iniziativa del gruppo industriale indiano "Sanghi Group of Industries" . Oltre agli stabilimenti industriali del gruppo, comprende un complesso residenziale per i dipendenti e un centro di assistenza medico-sanitaria.
Al suo interno vi è il "Sanghi Temple", un tempio induista molto frequentato.